# Fred Dekker
Pour les articles homonymes, voir Dekker.
Fred Dekker, né le 9 avril 1959 à San Francisco, est un réalisateur, scénariste et producteur de cinéma américain.

## Biographie
Fred Dekker nait à San Francisco en Californie le 9 avril 1959.
Il fréquente l'Université de Californie à Los Angeles (UCLA) où il est notamment renvoyé de l'UCLA film schools. Il y étudie alors l'anglais et a pour camarade de classe Shane Black, Chris Matheson et Ed Solomon.
En 1986, il écrit et réalise le film d'horreur Extra Sangsues (Night of the Creeps), présenté dans plusieurs festivals, dont le Festival international du film fantastique d'Avoriaz 1987. Il récidive peu de temps après avec The Monster Squad. Dès 1989, il travaille sur la série télévisée Les Contes de la crypte comme scénariste et réalisateur. Il tourne ensuite RoboCop 3 qui sort en 1993, après de nombreux problèmes du studio Orion Pictures.
Entre 2001 et 2002, il officie comme producteur consultant sur 21 épisodes de la saison 1 de Star Trek: Enterprise.

## Filmographie

### Réalisateur
- 1986 : Extra Sangsues (Night of the Creeps)
- 1987 : The Monster Squad
- 1990 : Les Contes de la crypte (Tales from the Crypt) - Saison 2, épisode 6
- 1993 : RoboCop 3

### Scénariste
- 1986 : Extra Sangsues (Night of the Creeps) de lui-même
- 1986 : House de Steve Miner (histoire originale uniquement)
- 1987 : The Monster Squad de lui-même
- 1989-1992 : Les Contes de la crypte (Tales from the Crypt) - 5 épisodes
- 1991 : Espion junior (If Looks Could Kill) de William Dear (histoire originale uniquement)
- 1991 : Ricochet de Russell Mulcahy (histoire originale uniquement)
- 1993 : RoboCop 3 de lui-même
- 2001-2002 : Star Trek: Enterprise - 3 épisodes
- 2018 : The Predator de Shane Black

### Producteur
- 2001 : The Yellow Sign d'Aaron Vanek (producteur associé)
- 2001-2002 : Star Trek: Enterprise - Saison 1, 21 épisodes (producteur consultant)

## Récompense
- Festival international du film fantastique de Bruxelles 1988 : ruban d'argent pour The Monster Squad[2]